# Hit & Run (Fernsehserie)
Hit & Run ist eine israelisch-amerikanische Thrillerserie, die am 6. August 2021 auf Netflix veröffentlicht wurde. Die Serie wurde von Lior Raz, Avi Issacharoff, Dawn Prestwich und Nicole Yorkin entwickelt. Die Serie wurde nach einer Staffel abgesetzt.

## Inhalt
Die Serie folgt Segev Azulai, einem ehemaligen Soldaten einer Spezialeinheit, der als Fremdenführer in Tel Aviv lebt. Sein Leben gerät aus den Fugen, als seine Frau Danielle bei einem Unfall mit Fahrerflucht ums Leben kommt. Segev vermutet, dass es sich nicht um einen gewöhnlichen Unfall handelt, und begibt sich auf eine gefährliche Suche nach der Wahrheit, die ihn von Tel Aviv nach New York führt.

## Besetzung und Synchronisation
Die deutschsprachige Synchronisation entstand nach den Dialogbuch von Thomas Maria Lehmann sowie unter der Dialogregie von Torsten Sense durch die Synchronfirma RRP Media UG.
| Rolle                                  | Schauspieler     | Synchronsprecher |
| -------------------------------------- | ---------------- | ---------------- |
| Segev Azulai                           | Lior Raz         | Matti Klemm      |
| Assaf Talmor                           | Lior Ashkenazi   | Frank Röth       |
| Naomi Hicks                            | Sanaa Lathan     | Victoria Sturm   |
| Danielle Wexler Azulai / Sophie Dreyer | Kaelen Ohm       | Nurcan Özdemir   |
| Tali Shapira                           | Moran Rosenblatt | Nora Kunzendorf  |
| Martin Wexler                          | Gregg Henry      | Erich Räuker     |
| Ron Harel                              | Gal Toren        | Gerrit Hamann    |

## Produktion
Hit & Run wurde als israelisch-amerikanische Koproduktion realisiert, wobei die Dreharbeiten sowohl in Israel als auch in den USA stattfanden. Die Serie wurde am 6. August 2021 auf Netflix veröffentlicht.

## Episodenliste
Die komplette Staffel wurde am 6. August 2021 auf Netflix sowohl im Original als auch auf Deutsch erstveröffentlicht.
| Nr. (ges.) | Nr. (St.) | Deutscher Titel         | Originaltitel       | Regie          | Drehbuch                                                   |
| ---------- | --------- | ----------------------- | ------------------- | -------------- | ---------------------------------------------------------- |
| 1          | 1         | Unfall und Unheil       | Hit & Run           | Mike Barker    | Nicole Yorkin & Dawn Prestwich, Lior Raz & Avi Issacharoff |
| 2          | 2         | Liebe und Verlust       | Love & Loss         | Rotem Shamir   | Nicole Yorkin & Dawn Prestwich, Lior Raz & Avi Issacharoff |
| 3          | 3         | Freunde und Feinde      | Friends & Foes      | Mike Barker    | Lydia Woodward                                             |
| 4          | 4         | Einbruch und Eindringen | Breaking & Entering | Mike Barker    | Wes Taylor                                                 |
| 5          | 5         | Fleisch und Blut        | Flesh & Blood       | Neasa Hardiman | Jessica Brickman                                           |
| 6          | 6         | Jäger und Gejagter      | Hide & Seek         | Neasa Hardiman | Ali Selim                                                  |
| 7          | 7         | Fragen und Antworten    | Part & Parcel       | Neasa Hardiman | Lauren Mackenzie, Andrew Gettens                           |
| 8          | 8         | Prosa und Contra        | Prose & Cons        | Mike Barker    | Wes Taylor                                                 |
| 9          | 9         | Suchen und Zerstören    | Search & Destroy    | Mike Barker    | Nicole Yorkin & Dawn Prestwich, Lior Raz & Avi Issacharoff |